# 馬鞍山市中心公共運輸交匯處
馬鞍山市中心公共運輸交匯處（英文：Ma On Shan Town Centre Public Transport Interchange）是香港新界沙田區一個坑狀室內公共運輸交匯處，位於馬鞍山新港城中心地面，鄰近港鐵馬鞍山站。初期使用馬鞍山市中心的巴士路線並不多，但隨著馬鞍山新市鎮的發展，新路線陸續開辦，而公共運輸交匯處亦成為區內最大型巴士總站，外邊的中途站也是居民經常使用的車站。
馬鞍山市中心公共運輸交匯處原為坑狀交匯處，為提升公共運輸配套設施，向乘客提供更佳的候車環境，當局於2021年10月起為公共運輸交匯處進行改進工程，將公共運輸交匯處改建為鋸齒形設計，並移稌部分車坑，將中央車坑改建為巴士泊車位。工程期間，曾計劃將九龍巴士85X線總站暫時遷至鞍駿街。

## 總站路線資料

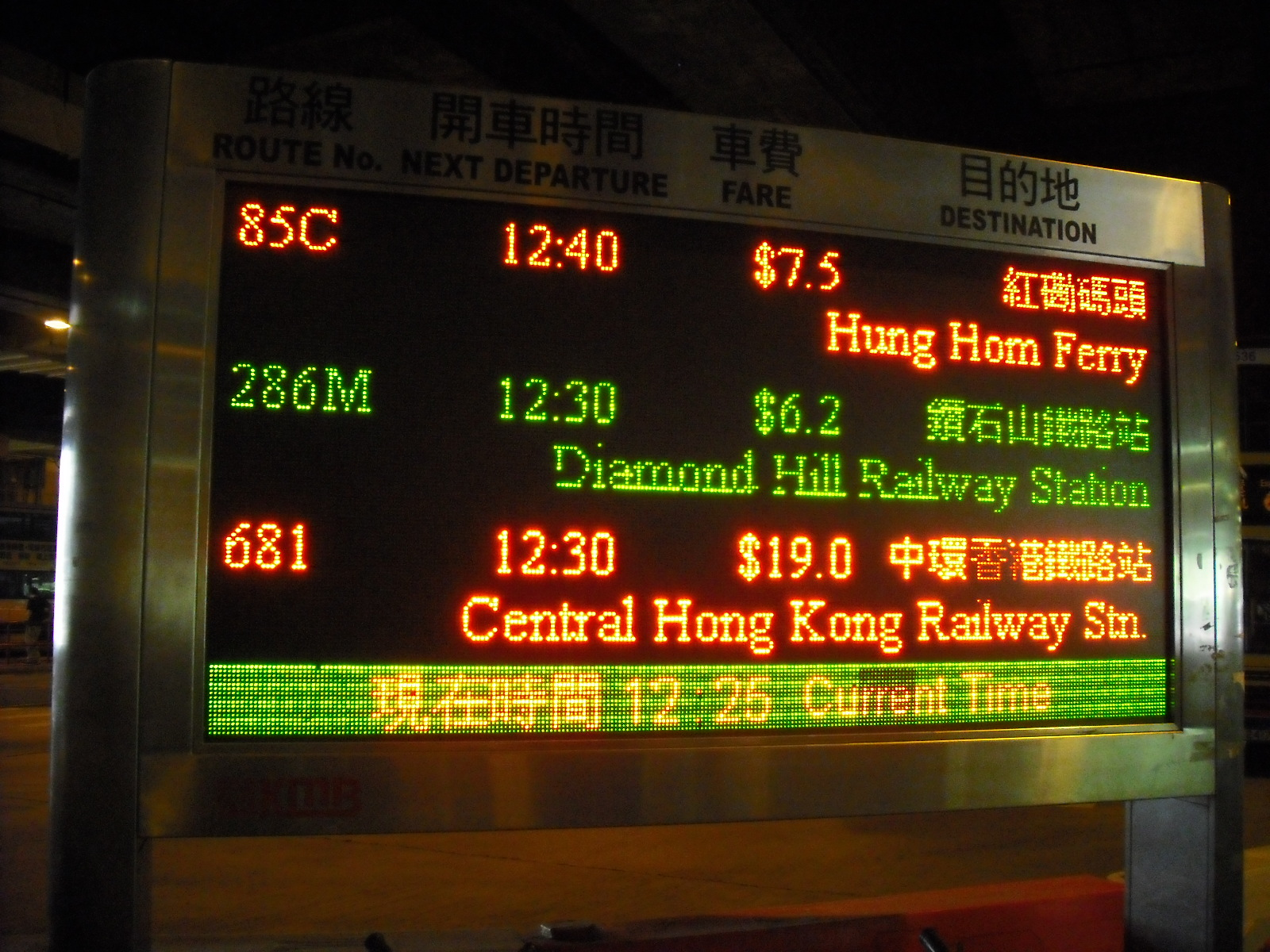
站內的班次顯示屏

### 九龍巴士85X線
- 馬鞍山市中心 ↔ 紅磡（紅鸞道）

2002年8月17日投入服務，2011年11月19日提升全日行走，途經大老山公路及觀塘繞道，經亞公角街、大涌橋路、小瀝源路、大老山隧道、新蒲崗、九龍城及土瓜灣。

### 九龍巴士87D線（特別班次）
- 馬鞍山市中心 → 紅磡站

此特別班次只於平日上午繁忙時間提供服務，路線與常規班次一致，服務時間內由錦英苑開出的班次不經此站。

### 九龍巴士89P線
- 馬鞍山市中心 → 藍田站

2002年12月30日投入服務，為89D特快班次，平日由馬鞍山市中心開出，離開馬鞍山新市鎮後經觀塘繞道直達九龍灣、牛頭角、觀塘及藍田站。

### 九龍巴士286D線
- 馬鞍山市中心 ↔ 深水埗

2025年5月26日投入服務，途經頌安邨、錦泰苑、亞公角、碩門邨、青沙公路及長沙灣。

### 城巴581線
- 馬鞍山市中心 ↔ 西沙及十四鄉

於2024年4月28日開辦，由城巴營運，途經利安邨、落禾沙、烏溪沙站及泥涌。

### 過海隧道巴士681線
- 馬鞍山市中心 ↔ 中環（香港站）

於1995年12月6日投入服務，由九巴及城巴聯合營運，本線平日早上往中環的班次最密達2分鐘一班，是香港過海隧道路線中4條班次最頻密的路線之一。途經大老山公路、大老山隧道、觀塘繞道、東區海底隧道、東區走廊。

### 過海隧道巴士682A線
- 馬鞍山市中心 → 柴灣（東）

於2013年11月11日投入服務，由城巴營運，途經頌安邨、欣安邨、錦泰苑、富安花園、大老山隧道、東區海底隧道、北角、鰂魚涌、太古城、西灣河、筲箕灣及柴灣，只於上午班次途經此站。

## 途經路線資料

### 九龍巴士33R線
- 荃灣（愉景新城） ↔ 北潭涌

2022年12月17日開辦，途經大網仔、企嶺下、樟木頭、馬鞍山市中心、城門隧道、荃灣市中心及如心廣場，本線只於假日提供服務。

### 九龍巴士40X線
- 烏溪沙站 ↔ 葵涌邨

於1993年12月26日投入服務，途經利安邨、馬鞍山市中心、耀安邨、石門、源禾路（禾輋邨及瀝源邨）、城門隧道、梨木樹、葵興，只限往葵涌邨方向途經此總站。（乘本線可於城門隧道轉車站免費轉車往葵芳、葵盛、荔景、美孚、青衣及荃灣市中心）。

### 九龍巴士74R線
- 大埔（太和） ↔ 北潭涌

2022年12月17日開辦，途經大網仔、企嶺下、樟木頭、馬鞍山市中心、廣福邨、大埔中心及太和廣場，本線只於假日提供服務。

### 九龍巴士85M線
- 錦英苑 ↺ 黃大仙

於1992年3月1日投入服務，以循環線形式運作，途經馬鞍山、大水坑、新蒲崗、鑽石山，只限往黃大仙方向途經此總站。

### 九龍巴士86C線
- 利安 ↔ 長沙灣

於1988年4月11日投入服務，途經耀安邨、石門、沙田第一城、沙田圍、獅子山隧道、九龍塘、石硤尾及深水埗，只限往長沙灣方向途經此總站。

### 九龍巴士86K線
- 錦英苑 ↔ 沙田站

於1991年6月1日配合錦英苑落成而投入服務，途經利安邨、馬鞍山市中心、恆安邨、富安花園、濱景花園、沙田第一城、富豪花園，只限往沙田站方向途經此總站。

### 九龍巴士86S線
- 錦英苑 ↔ 沙田站

於1996年9月9日配合錦英苑落成而投入服務，途經利安邨、馬鞍山市中心、恆安邨、富安花園、濱景花園、沙田第一城、禾輋邨及瀝源邨，只於平日繁忙時間提供服務，只限往沙田站方向途經此總站。

### 九龍巴士87C線
- 錦英苑 ↔ 紅磡站

### 九龍巴士87D線
- 錦英苑 ↔ 紅磡站

於1993年8月16日投入服務，途經利安邨、馬鞍山市中心、恆安邨、石門、大涌橋路、獅子山隧道、九龍塘、旺角、油麻地、佐敦、尖沙咀及尖沙咀東，只限往紅磡站方向途經此總站。

### 九龍巴士87K線
- 大學站 ↺ 錦英苑

於1992年8月1日投入服務，途經恆安邨、耀安邨、馬鞍山市中心、利安邨，只限往大學站方向途經此總站。

### 九龍巴士89D線
- 烏溪沙站 ↔ 藍田站

於1993年10月11日投入服務，途經利安邨、馬鞍山市中心、恆安邨、大老山隧道、牛頭角、觀塘市中心，只限往藍田站方向途經此總站。

### 九龍巴士89S線
- 水泉澳 ↔ 烏溪沙站

2017年12月9日開辦，途經落禾沙、利安邨、馬鞍山市中心、恆安邨、小瀝源及圓洲角，只限往水泉澳方向途經此總站。

### 九龍巴士97線
- 康盛花園 ↔ 烏溪沙站

於1993年10月11日投入服務，途經利安邨、馬鞍山市中心、恆安邨、大老山隧道、觀塘繞道、將軍澳隧道、坑口、寶林，只於平日繁忙時間提供服務，只限往康盛花園方向途經此總站。

### 九龍巴士99線
- 安 ↔ 西貢

於2014年1月11日自烏溪沙站延長至恆安邨，途經烏溪沙、泥涌、企嶺下老圍及大網仔路，只限往恆安方向途經此總站。

### 九龍巴士99R線
- 大學站 ↔ 西貢（北）

於2013年12月25日投入服務，2014年11月9日改經馬鞍山市中心，途經烏溪沙、泥涌、企嶺下老圍及大網仔路，只於假日提供服務，只限往大學站方向途經此總站。

### 九龍巴士274P線
- 烏溪沙站 ↔ 大埔工業邨

於1998年3月10日投入服務，由烏溪沙站經香港科學園前往大埔，只限往大埔工業邨方向途經此總站。

### 九龍巴士286C線
- 馬鞍山（利安） ↔ 長沙灣（海達邨）

於2014年12月6日投入服務，取代原有86P及86X線，途經錦英苑、馬鞍山市中心、耀安邨、大水坑、亞公角、石門、沙田第一城、青沙公路（尖山隧道及沙田嶺隧道）、長沙灣及深水埗，為九龍巴士86C線的特別班次；2020年3月29日提升為全日服務並延長至長沙灣（深旺道），只限往長沙灣方向途經此總站。

### 過海隧道巴士680線
- 利安 ↔ 金鐘（東）
- 利安 → 金鐘（東）(特別班次)

於1992年7月6日投入服務，由九巴及中巴聯合營運，亦是當年馬鞍山區唯一有中巴行走路線，及至1998年9月1日：由新巴取代中巴經營本線，只限往金鐘（東）方向途經此總站。

### 過海隧道巴士680P線
- 烏溪沙站 → 金鐘（東）

於2003年10月27日投入服務，2014年12月29日由此延長至烏溪沙站，由九巴及新巴聯合營運，途經利安邨、富寶花園、馬鞍山市中心、耀安邨、大老山隧道、東區海底隧道、北角、炮台山、天后、銅鑼灣及灣仔，只於平日上午繁忙時間提供服務。

### 過海隧道巴士680X線
- 烏溪沙站 ↔ 中環（港澳碼頭）

於2000年5月2日投入服務，2012年7月30日由此延長至烏溪沙站，由九巴及新巴聯合營運，途經錦英苑、馬鞍山市中心、耀安邨、大老山隧道、東區海底隧道、東區走廊、天后（只限回程）、銅鑼灣（只限回程）、灣仔、金鐘（只限回程）、中環及上環，只於平日繁忙時間提供服務，只限往中環（港澳碼頭）方向途經此總站。

### 過海隧道巴士682線
- 柴灣（東） ↔ 馬鞍山（烏溪沙站）

於2000年3月31日投入服務，2014年11月2日大部份班次延長至烏溪沙站，由新巴營運，途經小西灣、柴灣、筲箕灣、西灣河、太古城、鰂魚涌、北角、東區海底隧道、大老山隧道、沙田第一城、石門、亞公角、大水坑、耀安邨、馬鞍山市中心、錦英苑及利安邨，只限往柴灣（東）方向途經此總站。

### 過海隧道巴士682P線
- 烏溪沙站 → 柴灣（東）

於2003年12月1日投入服務，由新巴營運，途經利安邨、富寶花園、馬鞍山市中心、耀安邨、大老山隧道、東區海底隧道、北角、鰂魚涌、太古城、西灣河、筲箕灣及柴灣，只於平日上午繁忙時間提供服務。

### 過海隧道巴士980X線
- 烏溪沙站 → 灣仔（菲林明道）

於2017年2月20日投入服務，途經錦英苑、馬鞍山市中心、耀安邨、青沙公路、西區海底隧道、上環、中環及金鐘，只於平日繁忙時間提供服務，只限上午班次途經此總站。

### 過海隧道巴士988線
- 泥涌 ↔ 柴灣（東）

於2021年5月10日投入服務，前身為682X，途經落禾沙、烏溪沙站、利安邨、馬鞍山市中心、耀安邨、青沙公路、西區海底隧道、中環灣仔繞道、北角、鰂魚涌、太古城、西灣河、筲箕灣及柴灣，只限往柴灣（東）方向途經此總站。

### 龍運巴士A41P線
- 烏溪沙站 ↔ 機場（地面運輸中心）

於1999年6月30日投入服務，2013年8月25日延長至烏溪沙站，途經錦英苑、馬鞍山市中心、耀安邨、錦泰苑、富安花園、石門、沙田第一城、青沙公路、昂船洲大橋、青嶼幹線、北大嶼山公路及港珠澳大橋香港口岸，只限往機場方向途經此總站。

### 龍運巴士N42線
- 馬鞍山（耀安） ↔ 東涌站（經機場）

於1999年12月20日投入服務，途經沙田第一城、大埔公路、城門隧道、青荃橋、青衣北岸公路、青嶼幹線、機場後勤區、機場客運大樓，只於深宵時段提供服務，只限往東涌站方向途經此總站。

### 九龍巴士N281線
- 錦英苑 ↔ 紅磡站

於1991年1月29日投入服務，於81C及87D收車後繼續提供馬鞍山、沙田往來九龍市區心臟地帶的巴士服務，只限往紅磡站方向途經此總站。

### 過海隧道巴士N680線
- 錦英苑 ↔ 中環（港澳碼頭）

最初由九巴及中巴聯合經營，路線與當時的680路線大致相同，但本線以錦英苑作總站，新巴在1998年接辦，只限往中環（港澳碼頭）方向途經此總站。

### 龍運巴士NA40線
- 烏溪沙站 ↔ 港珠澳大橋香港口岸（經機場客運大樓）

於2016年12月17日投入服務，途經錦英苑、馬鞍山市中心、耀安邨、錦泰苑、富安花園、石門、沙田第一城、禾輋邨、瀝源邨、沙田市中心、城門隧道、青荃橋、青衣北岸公路、青嶼幹線、北大嶼山公路、國泰城及一號客運大樓，只於深宵時段提供服務，只限往港珠澳大橋香港口岸方向途經此總站。

## 過往路線
- 九龍巴士85C線（已取消）
- 九龍巴士87X線（已取消）
- 九龍巴士286M線（已取消）
- 九龍巴士287K線（已取消）
- 九龍巴士299線（已改組為299X）
- 過海隧道巴士680A線（已取消）

## 車坑分佈
| 車坑分佈（以入口最左邊起計） | 車坑分佈（以入口最左邊起計） | 車坑分佈（以入口最左邊起計）                              |
| 車坑編號                     | 座向                         | 路線                                                      |
| ---------------------------- | ---------------------------- | --------------------------------------------------------- |
| 1                            | 西面                         | 過海隧道巴士681、N680線 九龍巴士N281線                    |
| 2                            | 南面                         | 九龍巴士85X、286D線 城巴581線                             |
| 3                            | 南面                         | 過海隧道巴士680、680P、680X、682、682A、682P、980X、988線 |
| 4                            | 南面                         | 九龍巴士87C、87D、87K線                                   |

## 外部連結
- 九巴 （页面存档备份，存于）
- 馬鞍山市中心公共運輸交匯處 （页面存档备份，存于），城巴／新巴
- 龍運巴士 （页面存档备份，存于）